# Koundara
Koundara är en prefekturhuvudort i Guinea.   Den ligger i prefekturen Koundara Prefecture och regionen Boke Region, i den nordvästra delen av landet, 300 km norr om huvudstaden Conakry. Koundara ligger 77 meter över havet och antalet invånare är 13 990.
Terrängen runt Koundara är huvudsakligen platt, men västerut är den kuperad. Runt Koundara är det ganska glesbefolkat, med 22 invånare per kvadratkilometer. Närmaste större samhälle är Sambailo, 13,0 km nordväst om Koundara. Omgivningarna runt Koundara är en mosaik av jordbruksmark och naturlig växtlighet.